# نورتلیه
شهر نورتلیه (به سوئدی: Norrtälje) در ناحیه شهری نورتلیه در کشور سوئد واقع شده‌است. جمعیت این شهر ۲۱۷۹٫۷۶  نفر است.